# مرگ‌نشان جلگه‌ای
مرگ‌نشان جلگه‌ای (نام علمی: Sheppardia cyornithopsis) نام یک گونه از سرده مرگ‌نشان است.